# 8 Herculis
8 Herculis är en misstänkt variabel i Herkules stjärnbild.
Stjärnan varierar mellan visuell magnitud 6,02 och 6,07 utan någon fastställd periodicitet.